# Edgar Varèse
Edgar(d) Victor Achille Charles Varèse (Paris, 22 de dezembro de 1883 — Nova Iorque, em 6 de novembro de 1965) foi um compositor francês naturalizado estadunidense. É amplamente reconhecido como um dos pioneiros da música eletrônica e da música contemporânea, tendo influenciado profundamente a estética sonora e conceitual da música erudita moderna. 

### Formação inicial
Verèse iniciou sua formação musical na Schola Cantorum de Paris, onde estudou com Vicent d'Indy entre 1903 e 1905. Posteriormente, entre 1905 e 1907, frequentou o Conservatório de Paris, sendo aluno de Charles-Marie Widor. 
Após concluir seus estudos no conservatório, mudou-se para Berlim, onde viveu entre 1908 e 1913, e teve contato pessoal com  Richard Strauss, Ferruccio Busoni e Gustav Mahler, além de ter estudado música da medieval e da renascença.
Em 1913, regressou temporariamente à França. Contudo, insatisfeito com as limitações criativas impostas pelos meios musicais tradicionais europeus à música de vanguarda, imigrou para os Estados Unidos em 1915. Na época, conseguiu o visto de embarque de navio graças a uma dupla pneumonia que o levou à reserva do exército em meio ao contexto turbulento da Primeira Guerra Mundial. 

### Mudança para os Estados Unidos
Tendo desembarcado em 29 de dezembro de 1915 em Nova Iorque, integrou-se rapidamente ao cenário artístico da cidade, tornando-se frequentador assíduo do café de Romany Marie, em Greenwich Village, local onde se amigou com nomes centrais da vanguarda nova-iorquina, como Marcel Duchamp, Francis Picabia, Walter Arensberg e Alfred Stieglitz. Chegou a colaborar com a revista dadaísta 391 e a contribuir com um poema após uma noite boemia sobre a Ponte do Brooklyn. Nessa época também conheceu Louise Morton, editora da revista Rogue, com quem se casou.
Em 1917, como regente da Grande messe des morts, de Berlioz, conquistou o sucesso em uma estreia que lhe rendeu outras oportunidades na cena musical local. Em 1918, conduziu novamente a obra de Berlioz, reafirmando-se como intérprete da música orquestral grandiosa. Contudo, ao passo que afirmava sua habilidade de interpretação e condução, orquestrava uma revolução nos meios musicais por meio da música eletrônica e da exploração tímbrica, o que se tornaria o cerne de sua criação.
No ano de 1919, Verèse fundou a New Symphony Orchestra, dedicada tanto ao repertório tradicional quanto à música de vanguarda. Embora o projeto tenha enfrentado resistência crítica e escasso apoio popular, sua inteção de romper com o academicismo tradicional foi clara e entendida. Ainda nesses idos, conheceu o inventor russo Léon Theremin, criador teremin, o primeiro intrumento musical totalmente eletrônico, e envolveu-se intensamente com experimentos eletrônicos sonoros.
Em 1920, um incêndio queimou a maioria de suas obras iniciais arquivadas em Berlim. Acredita-se que tais obras teriam sido compostas sob forte influência da música de  Claude Debussy e Richard Strauss. Com isso, Verèse recomeçou do zero sua produção musical, desta vez tendo Nova Iorque como instalação permanente. A única peça sobrevivente de sua juventude até os dias atuais é a canção Un grand sommeil noir, sobre um poema de Paul Verlaine. Uma outra composição então poupada do incêndio, Bourgogne, foi destruída anos depois pelo próprio autor, num momento de crise.
Sua primeira grande criação em solo americano foi escrita entre 1918 e concluída em 1921, Amériques. A peça, composta para grande orquestra, rompe com estruturas tradicionais, propondo uma nova morfologia sonora baseada em timbres contrastantes, massas em transformação e um espaço acústico em constante mutação. Para isso, Verèse desenvolveu o que chamou de matéria sonora proteiforme, palavra criada a partir do mito grego de Proteu, onde há a descrição de uma divindade com poder de se metamorfosear, e criou o conceito de campo sonoro, influenciado pela teoria quântica de campos e na relatividade geral de Albert Einstein, de 1915. Contudo, a obra foi estreiada apenas em 1926, interpretada pela Orquestra da Filadélfia, sob regência de Leopold Stokowski.

#### International Composers's Guild
Foi após terminada a mencionada obra que Varèse fundou a International Composers' Guild, (inglês para: Associação Internacional de Compositores), dedicada à interpretação de novas obras de compositores norte-americanos e europeus, e para a qual compôs quantidade de peças para instrumentos de orquestra e voz, como Offrandes, em 1922, Hyperprism, em 1923, Octandre, em 1924, e Intégrales, em 1925.
Em 1928, Varèse retornou a Paris para modificar certas partes de Amériques, nela incluindo o instrumento ondas Martenot, criado, na década de 1920, por Maurice Martenot, inventor e músico francês. Compôs em 1931 sua mais célebre obra não eletrônica, intitulada Ionisation. Ela é freqüentemente apresentada como a primeira peça escrita unicamente para instrumentos de percussão: mas há erro nessa afirmação, insidiosamente criada e divulgada pelo próprio Varèse (conferir em Alejo Carpentier). Se fizermos abstração de um Interlúdio escrito por Dmitri Shostakovich para a ópera Le Nez (O Nariz), a primeira obra exclusiva para instrumentos de percussão da música erudita ocidental é Rítmica V (1929), do compositor nascido em 1900, em Cuba, Amadeo Roldán. Ainda que escrita para os instrumentos existentes, Ionisation foi concebida como uma pesquisa de novos sons e de novos métodos para os criar. Em 1933, quando Varèse ainda estava em Paris, escreveu à Fundação Guggenheim e aos Laboratórios Bell na esperança de obter fundos para desenvolver um studio de música eletrônica.
Sua composição seguinte, Ecuatorial, terminada em 1934, continha partes para teremins, e Varèse, antecipando uma resposta favorável ao seu pedido de fundos, retorna aos Estados Unidos para lá criar sua música eletrônica. Varèse escreveu Ecuatorial para dois teremins, registro (voz) de baixo, instrumentos de sopro e de percussão, no início dos anos 1930. A obra foi executada no dia 15 de abril de 1934, sob a direção de Nicolas Slonimsky. Em seguida, Varèse deixa Nova Iorque, onde vivia desde 1915, e vive em Santa Fé, São Francisco e Los Angeles. Quando Varèse retorna à França, em 1938, Léon Theremin havia regressado à Rússia. Esse fa(c)to desesperou Varèse, que havia esperado trabalhar com Theremin em um aperfeiçoamento do instrumento. Varèse havia também apresentado o teremim por ocasião de suas viagens ao Leste estadunidense, e havia feito uma demonstração do instrumento em 12 de novembro de 1936, em uma conferência na Universidade do Novo México, em Albuquerque.
Quando, perto do fim da década de 1950, Varèse foi contactado por um editor para publicar 
Ecuatorial, restavam apenas uns poucos teremins, e ele decidiu então reescrever essa peça para ondas Martenot. A nova versão foi criada em 1961.

## Estética
Varèse havia definido muito cedo os parâmetros de uma nova ética da pesquisa musical. Ele queria que o rigor da pesquisa mantivesse uma firmeza artística desligada de qualquer teoria apriorística. Seu propósito é frequentemente citado, pois ficou famoso por ser visionário, que a ele somente se refere o estado de inquietude no qual foram jogados desde então os compositores:
Música, que deve viver e vibrar necessita de novos meios de expressão e somente a ciência consegue impregná-la com ímpeto juvenil… eu sonho com instrumentos que obedeçam ao pensamento e que, apoiados por uma torrente de timbres ainda não sonhados, servirão para qualquer combinação que eu lhe escolha impor e se submeterão às exigências de meu ritmo interior. 
Em 1958, o Concret PH (Parabole – Hyperbole), de Iannis Xenakis, peça curta de dez minutos, serviu de interlúdio durante o concerto no Pavilhão Philips, da Exposição Universal de Bruxelas: ele preparava os ouvintes para o Poème Électronique, de Edgar Varèse. O espaço sonoro redistribuído cumpria então um papel bem mais importante do que um simples meio, que um substrato para a obra: ele eleva-se ao nível de parâmetro da composição. Desde Hyperprism (1923), Varèse começou a criar uma música que integra o componente espacial a uma nova dimensão da representação, a uma música espacializada.

## Obras
- Un grand sommeil noir (1906), para soprano e piano (uma versão orquestral foi realizada por Antony Beaumont).
- Amériques (1921), para grande orquestra.
- Offrandes (1921), para soprano e orquestra de câmara.
- Hyperprism (1922-23), para pequena orquestra e percussão.
- Octandre (1924), para sete instrumentos de sopro e contrabaixo.
- Intégrales (1924-25), para pequena orquestra e percussão.
- Arcana (1926-27), para grande orquestra.
- Ionisation (1931), para 13 percussionistas. Ao menos duas versões para 6 percussionistas foram propostas: a primeira, por Georges Van Gucht, para Les Percussions de Strasbourg, a quem Varèse deu sua permissão, e a segunda, em 2002, por Georges Boeuf, para 'Symblêma', sobre a qual o maestro Frédéric Daumas escreveu em 8 de julho de 2003: "Esta última versão é igualmente para 6 percussionistas. Ela respeita escrupulosamente a partitura original e foi concebida de maneira a conservar a espacialiazação do som da versão para 13.
- Ecuatorial (1934), para coro, trompetes, trombones, piano, órgão, 2 ondas Martenot e percussão.
- Densité 21,5 (1947), para flauta solo.
- Déserts (1954), para instrumentos de sopro, de percussão e fita magnética.
- Poème Électronique, para fita magnética (1958).
- Nocturnal (1959-61) para soprano, coro e orquestra (inacabada).
- Nuit, calcada em poema de Henri Michaux, para soprano, instrumentos de sopro, contrabaixo e percussão (inacabada).